# إرينا زابيرا
إرينا زابيرا Irina Sapira (ولدت في 14 نوفمبر 1944 في بوخاريست؛ وتسمى أيضا إرينا تساهاريسكو زابيرا) هي اديبة ومترجمة نمساوية.
تعمل حاليا مترجمة للغة الرومانية في المحكمة الإقليمية في إنسبروك. وذلك بالطبع بجانب نشاطها الأدبي. اشتركت في عام 1982 في مسابقةإنجيبورغ باخمان في كلاجنفورت. ألفت القصص القصيرة والقصائد والمسرحيات. حصلت في عام 1986 على الجائزة التشجيعية من الوزارة الاتحادية النمساوية للتعليم والفن.

## من أعمالها
- بورتريه للعصر 1979
- الأطفال الغير محبوبين 1980
- اللغة الرومانية القانونية 2006 (بالاشتراك مع جيرهارد كوبلر)